# Big Five (orchestres)
Pour les articles homonymes, voir Big Five.
Le terme de Big Five (les Cinq Grands) est une expression couramment utilisée pour désigner les cinq plus prestigieux orchestres symphoniques des États-Unis,. 
L'appellation, popularisée dans les années 1960 par les critiques musicaux américains, regroupe : 
- l'orchestre philharmonique de New York (formation musicale créée en 1842)[5],
- l'orchestre symphonique de Boston (1881)[6],
- l'orchestre symphonique de Chicago (1891)[7],
- l'orchestre de Philadelphie (1900)[8],
- l'orchestre de Cleveland (1918)[9].